# مطر عكر
مطر عكر أو مطر دم أو المطر الدموي أو المطر الأحمر هو ظاهرة يُنظر فيها إلى الدم وهو يتساقط من السماء على شكل مطر. سُجلت الحالات منذ إلياذة هوميروس، والتي كُتبت من القرن الثامن قبل الميلاد تقريبًا، وهي منتشرة على نطاق واسع. كان يُعتقد قبل القرن السابع عشر عمومًا أن المطر هو في الواقع دم. الأدب يُجسد ممارسة العبادة حيث إن ظهور مطر الدم عُدّ طالع شؤم. يوجد الآن إجماع علمي  على أن ظاهرة المطر الدموي سببها الجراثيم الهوائية من الطحالب الدقيقة الخضراء طحلب ترنتبول.